# Polícia Militar do Estado de Mato Grosso
A Polícia Militar do Estado de Mato Grosso (PMMT) tem por função primordial o policiamento ostensivo e a preservação da Ordem Pública do Estado. É uma força auxiliar e reserva do Exército Brasileiro e integra o Sistema de Segurança Pública e Defesa Social brasileiro. Seus integrantes são denominados Militares Estaduais.

## Cronologia da Segurança Pública

### Período Colonial (1720 a 1821)
1720 - A gênese da Polícia Militar em Mato Grosso está contida no Termo dos Primeiros Exploradores das Minas do Arraial do Cuyaba, de 6 de novembro de 1720.
1724 - Endosso legal de Rodrigo César de Menezes, primeiro Governador e Capitão-General da Capitania de São Paulo, nos moldes da legalidade prescrita pela Ordenação Real Portuguesa, para composição de nova administração para o Arraial do Cuyaba; propiciando legitimidade à votação realizada em 1720 pelos moradores de Cuiabá, ao conferir à Fernando Dias Falcão a patente de Capitão-mor Regente para superintender a Polícia no Arraial do Cuyaba (27 de abril de 1724).
1726 - Recepção oficial no Arraial do Cuyaba a Rodrigo César de Menezes, da Capitania de São Paulo (15 de novembro de 1726).
1724 a 1728 - Concessões de vinte e quatro patentes de Oficiais das Ordenanças para Cuiabá; sendo vinte e uma assinadas na Villa Real do Senhor Bom Jesus de Cuiabá.
1752 - Criação de uma Companhia de Ordenanças de Homens Brancos e uma Companhia de Homens Pretos.
1753 - Criação de uma Companhia de Ordenanças de Homens Pardos.
1755 - Criação de seis Companhias de Ordenanças de Homens Pardos.
1769 - As Ordenanças são transformadas em Força Pública com o efetivo de seiscentos e vinte homens, dos quais mais da metade oriundos das Companhias de Ordenanças. Suas atividades limitavam-se, basicamente, à Villa Bela da Santíssima Trindade e Cuiabá.

### Período Imperial (1822 a 1889)
1831 - Criação da Guarda Nacional e, concomitantemente, extinção das Ordenanças. E autorização aos Presidentes das Províncias para criação, na sede do Império e nas capitais provinciais, de Corpos de Guarda Municipais, também denominados de Guardas Municipais Permanentes.
1834 - Rusga, movimento deflagrado em 30 de maio, contra a preponderância dos Portugueses nos negócios, na ocupação dos melhores empregos e no recebimento dos maiores vencimentos. Nessa ocasião a Guarda Municipal caiu em descrédito junto as oligarquias por haver incorporado-se ao movimento. Delegação de competência às Assembleias Legislativas Provinciais para legislarem sobre as Polícias.
1835 - Criação do Corpo Policial, com a denominação de Homens do Mato. 
1842 - Primeiro registro da Chefatura de Polícia (24 de maio de 1842).
1844 -  Extinção do Corpo Policial Homens do Mato. Segundo o Historiador Ubaldo Monteiro da Silva a Corporação passou a denominar-se Corpo Municipal Permanente.
1848 - Criação pelo Presidente da Província, da Guarda Provisória de Segurança Pública, em 20 julho.
1849 - Realização do policiamento da Capital da Província pela Companhia de Pedestres.
1858 - Criação da uma Seção de Companhia de Força Policial. Segundo o Historiador Ubaldo Monteiro da Silva, independente da criação dessa Seção, a Companhia de Pedestres existiu como mantenedora da Ordem Pública, ora internamente, ora nas diligências.
1864 - Guerra do Paraguai - invasão de Mato Grosso pelos Paraguaios, onde a Polícia e outras tropas existentes foram transformadas em Voluntários da Pátria pelo Presidente da Província, José Vieira Couto Magalhães; a fim de oferecer resistência aos invasores.
1865 - Extinção da Companhia de Pedestres e da Seção de Companhia de Força Policial; as quais foram incorporadas à Força de Voluntários da Pátria.
1870 - Restabelecimento da Companhia Policial pelo Presidente da Província.
1874 - Criação de Corpo Policial, composto por quatro Companhias.
1881 - Denominação da Corporação como Companhia Policial.

### Período Republicano (a partir de 1889)
1891 - Autorização para o Congresso Estadual criar um Corpo (ou Brigada) de Polícia Militar, que o Governador organizaria para garantir-lhe a autoridade e defender o território do Estado.
1892 - Criação da Banda de Música da Corporação. Nesse mesmo Decreto existe as seguintes denominações para a então Polícia Militar: Força Pública, Corpo de Polícia, Corpo Militar e Força Policial. Esta última a mais utilizada por ter sido utilizada no Decreto Federal nº 07, de 20 de novembro de 1889, que cria nos Estados a Força Policial.
Revolução de Totó Paes - Iniciada em 1899, com a deposição do governo poncista, foi uma fase de transição de século tumultuada com muita interferência administrativa e mando político junto à PMMT. Essa fase termina com o assassinato de Totó Paes na fábrica de pólvora do Coxipó do Ouro em 1906.
1901 - Criação do 1º Batalhão de Polícia de Mato Grosso, com fixação de forças para 1902; e também a criação do cargo de Ajudante de Ordens.
1914 - Criação de um Esquadrão de Cavalaria, sediado em Cuiabá.
1917 - A Corporação foi reorganizada, aumentando seus efetivos para dois Batalhões de Infantaria e dois Esquadrões de Cavalaria.
1940 - A Corporação passa a denominar-se Força Policial.
1947 - A Corporação recebe a denominação de Polícia Militar.
1951 - Criação e funcionamento do Centro de Instrução Militar (CIM).
1953 - Formatura da primeira turma do Curso de Formação de Oficiais do CIM.
1973 - Criação do Centro de Formação e Aperfeiçoamento de Praças (CFAP)
1977 - Criação da Companhia de Polícia Militar de Trânsito (CIAPTRAN) e da Companhia de Polícia Militar de Rádio Patrulha (até então integrada ao 1º BPM, desde 1 de outubro de 1973).
1979 - Divisão do Estado de Mato Grosso; sendo também, nessa ocasião, fracionado o efetivo da PMMT.
1983 - Ingresso feminino na PMMT. E criação da Companhia Independente de Polícia Florestal e do Serviço de Apoio e Repressão Armada (SARA).
1987 - Criação da Academia de Polícia Militar (APM) da PMMT. Efetivamente ativada em 1993, com a denominação de Academia de Polícia Militar Costa verde (APMCV).
1988 - Criação da Companhia de Operações Especiais, como um Pelotão de Comandos e Operações Especiais (COE) (20 de fevereiro de 1988).
1989 - Transformação da Companhia Independente de Polícia Florestal em Batalhão de Polícia Florestal.

1991 - Transformação da Companhia de Polícia Militar de Trânsito (CIAPTRAN) em Batalhão de Polícia Militar de Trânsito (BPMTRAN)

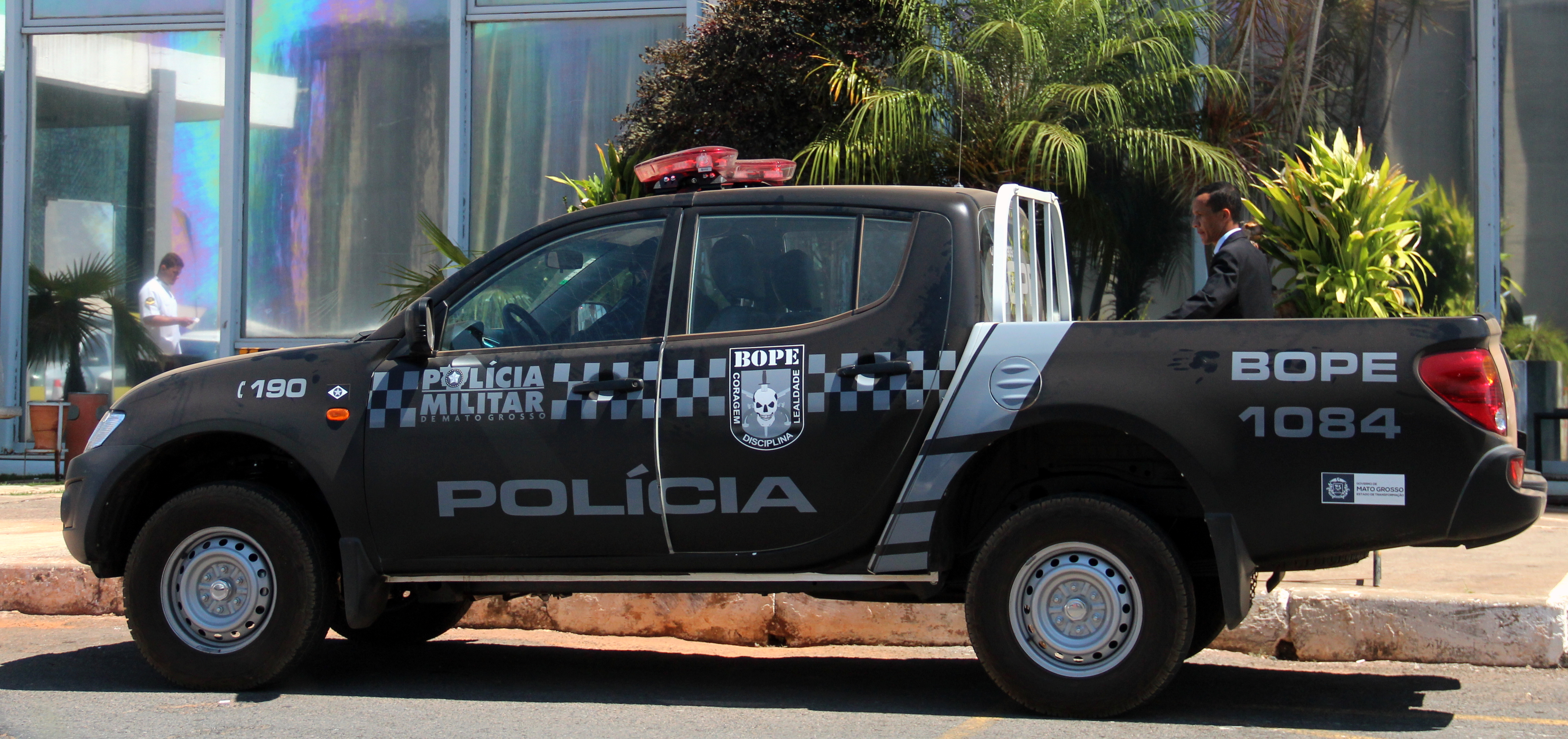
Veículo do Batalhão de Operações Especiais (BOPE) da PMMT.

1993 - a) Ativação da Academia de Polícia Militar Costa verde – APMCV, ocupando as instalações onde então funcionava o CFAP e destinada a formar os Oficiais da Polícia Militar - Decreto nº 3.145, de 6 de julho de 1993; b) Nomeação de 40 Oficiais R/2 do Exército Brasileiro ao Quadro de Oficiais Combatentes da PMMT sendo submetidos, aprovados e classificados em Concurso Público de âmbito nacional, sendo requisitado a todos experiência mínima comprovada de 02 (dois) anos de atuação em Corpo de Tropa Federal e, após aplicação do instituto do aproveitamento de estudos anteriores, foram matriculados na Graduação Especial de Aluno-Oficial PM do 3º Ano do Curso de Formação de Oficiais da PMMT – Turma Ten Cel PM RR Ubaldo Monteiro da Silva – BCG n° 153, de 8 de julho de 1993.O Decreto n° 3.810, de 21 de janeiro de 2002, retroagindo seus efeitos á 8 de julho de 1993, retificou a nomeação desses Oficiais de Aluno-Oficial PM do 3º Ano CFO/PMMT para 2° Tenente QOPM (publicado no BCG n° 1.959, de 22 de janeiro de 2002).

1994 - Criação (provisória) da Corregedoria Geral; da Bandeira da PMMT; inauguração do Quartel do Comando Geral (QCG), em 21 de abril de 1994; e desvinculação do Corpo de Bombeiros Militar.
1998 - Criação do Grupamento de Aéreo de Radiopatrulhamento (GAR), pela Portaria nº 001/Gabinete do Comando-geral/98, de 12 de janeiro de 1998. Redesignado como Grupamento de Radiopatrulhamento Aéreo (GRAer) pela Portaria nº 030/PM-1/EMG-PMMT/99, de 24 de setembro de 1999. E criação do Arquivo Geral e do Museu, com denominação de Museu Ten Cel PM Ubaldo Monteiro da Silva.
2002 - Criação do Grupo Especial de Fronteira (GEFron); do Centro Integrado de Operações de Segurança Pública (CIOSP); e do Programa Educacional de Resistência as Drogas e à Violência (PROERD).
2011 - Autorização Governamental para Ativação do Regimento de Cavalaria - Decreto Estadual nº 294, de 20 de Abril de 2011. Ativado pela Portaria nº 152/QCG/GABCMTGERAL, de 05 de Maio de 2011. A partir do Decreto nº 1.361, de 13 de setembro de 2012, passou a denominar-se Regimento de Policiamento Montado.

## Surgimento das Polícias Militares
O surgimento das polícias militares brasileiras deu-se em Minas Gerais, onde já havia uma estrutura de força militar com funções semelhantes às de policiamento e controle social desde o período colonial. Em 1775, uma reorganização militar na capitania, com a criação do Regimento Regular de Cavalaria de Minas (RRCM), que é a célula Mater da Polícia Militar de Minas Gerias (PMMG), resultou na substituição dos antigos terços por corpos auxiliares organizados em regimentos. Esse novo corpo atuava em atividades internas como patrulhamento e repressão, sendo empregado principalmente na proteção do escoamento do ouro pelas estradas reais até o litoral brasileiro e na preservação da ordem pública na capitania de Minas Gerais. Assim, marcando essa organização militar como uma das mais antigas expressões de força policial estruturada no Brasil. A legislação imperial registra, ainda, a criação de outros corpos policiais nas províncias, como em 1809 no Rio de Janeiro, 1818 no Pará, em 1820 no Maranhão, em 1825 na Bahia, em Pernambuco, e em 1834 no Espírito Santo.

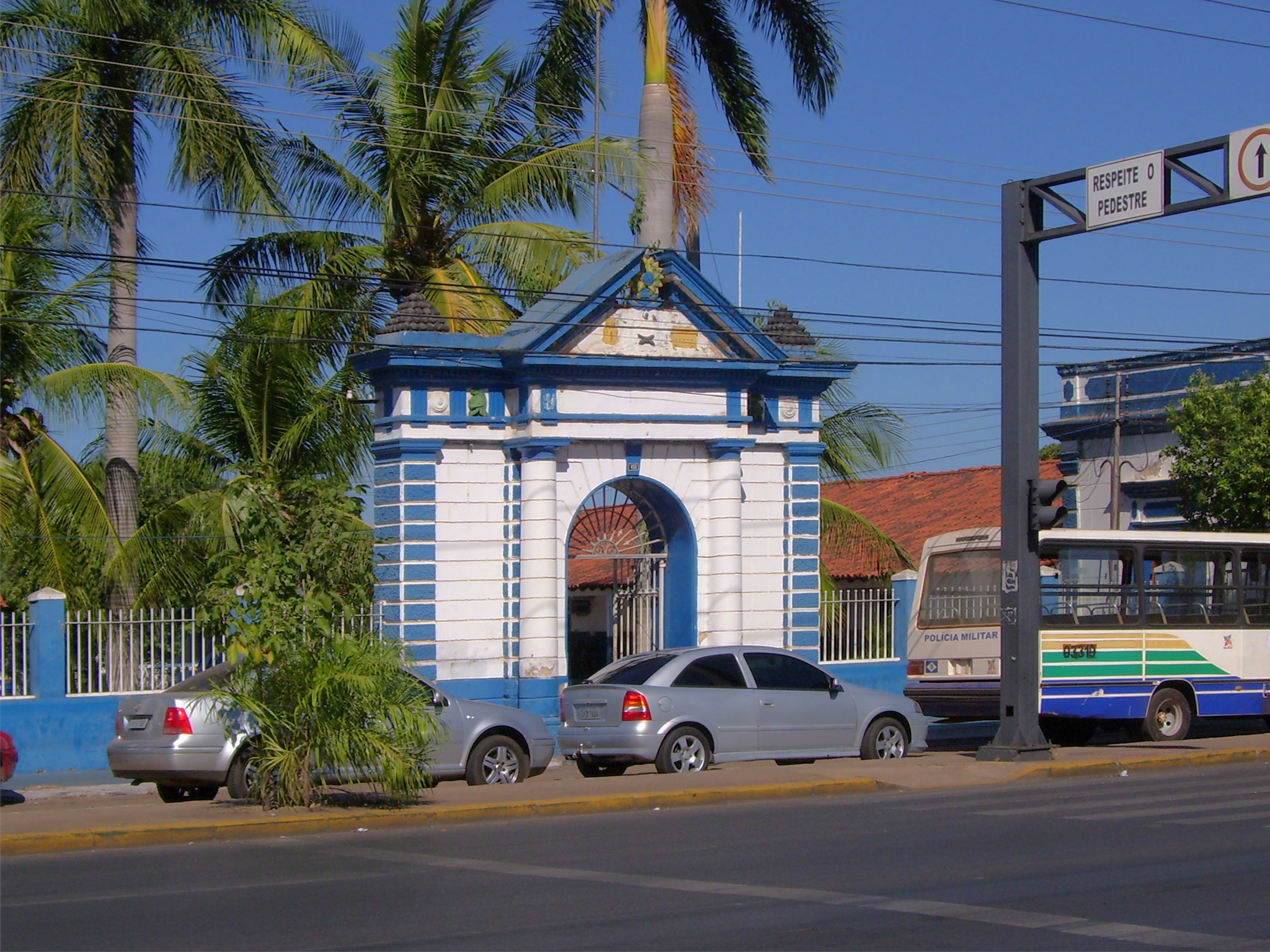
1º BPM em Cuiabá.

## Missão da PMMT
Cumprir o preceito contido no Art. 144, § 5º, da Constituição Federal, que estabelece como missão das Polícias Militares o exercício da polícia ostensiva e a preservação da Ordem Pública.

## Unidades Operacionais
A Polícia Militar do Estado de Mato Grosso está organizada operacionalmente em Batalhões de Polícia Militar (BPM), Regimento de Policiamento Montado (RPMon), Companhias Independentes de Polícia Militar (CIPM) e Núcleos de Polícia Militar (NPM) distribuídos em quinze Comandos Regionais (CRs) e um Comando Especializado (CESP); além de grupos integrados com outras forças de segurança ligados diretamente à Secretaria de Estado de Segurança Pública (SESP) e outros órgãos como o GAECO do Ministério Público (MP).

### Sedes dos Comandos Regionais e Comando Especializado
| - CESP - Cuiabá - 1ºCRPM - Cuiabá - 2ºCRPM - Várzea Grande - 3ºCRPM - Sinop - 4ºCRPM - Rondonópolis - 5ºCRPM - Barra do Garças | - 6ºCRPM - Cáceres - 7ºCRPM - Tangará da Serra - 8ºCRPM - Juina - 9ºCRPM - Alta Floresta - 10ºCRPM - Vila Rica | - 11ºCRPM - Primavera do Leste - 12ºCRPM - Pontes e Lacerda - 13ºCRPM - Água Boa - 14ºCRPM - Nova Mutum - 15ºCRPM - Guarantã do Norte |

### Unidades Operacionais Ordinárias
| - 1º BPM - Cuiabá - 2º BPM - Barra do Garças - 3º BPM - Cuiabá - 4º BPM - Várzea Grande - 5º BPM - Rondonópolis - 6º BPM - Cáceres - 7º BPM - Rosário Oeste - 8º BPM - Alta Floresta - 9° BPM - Cuiabá - 10° BPM - Cuiabá - 11° BPM - Sinop - 12° BPM - Sorriso - 13° BPM - Lucas do Rio Verde - 14° BPM - Primavera do Leste - 15° BPM - Alto Araguaia - 16° BPM - Água Boa - 17° BPM - Mirassol d'Oeste - 18° BPM - Pontes e Lacerda - 19° BPM - Tangará da Serra - 20° BPM - Juína - 21° BPM - Juara | - 22° BPM - Peixoto de Azevedo - 23° BPM - Vila Rica - 24º BPM - Cuiabá - 25º BPM - Várzea Grande - 26º BPM - Nova Mutum - 27º BPM Faz - Cuiabá - 28º BPM - Jaciara - 1ª CIPM - Chapada dos Guimarães - 2ª CIPM - Comodoro - 3ª CIPM - Santo Antônio do Leveger - 4ª CIPM SI - Cuiabá - 5ª CIPM - Canarana - 6ª CIPM - Poconé - 8ª CIPM - Campo Verde - 9ª CIPM - Diamantino - 10ª CIPM - Aripuanã - 11ª CIPM - Colniza - 12ª CIPM - Barra do Bugres - 13ª CIPM - Guarantã do Norte - 14ª CIPM FT - Rondonópolis - 16ª CIPM - Campo Novo do Parecis | - 17ª CIPM - Rondonópolis - 18ª CIPM - São José do Rio Claro - 19ª CIPM - Querência - 22ª CIPM FT - Tangará da Serra - 23ª CIPM FT - Cáceres - 24ª CIPM MPT - Cuiabá - 26ª CIPM FT - Sinop - 27ª CIPM - Confresa - 30ª CIPM FT - Primavera do Leste - 31ª CIPM - Colíder |

### Unidades Operacionais Especializadas

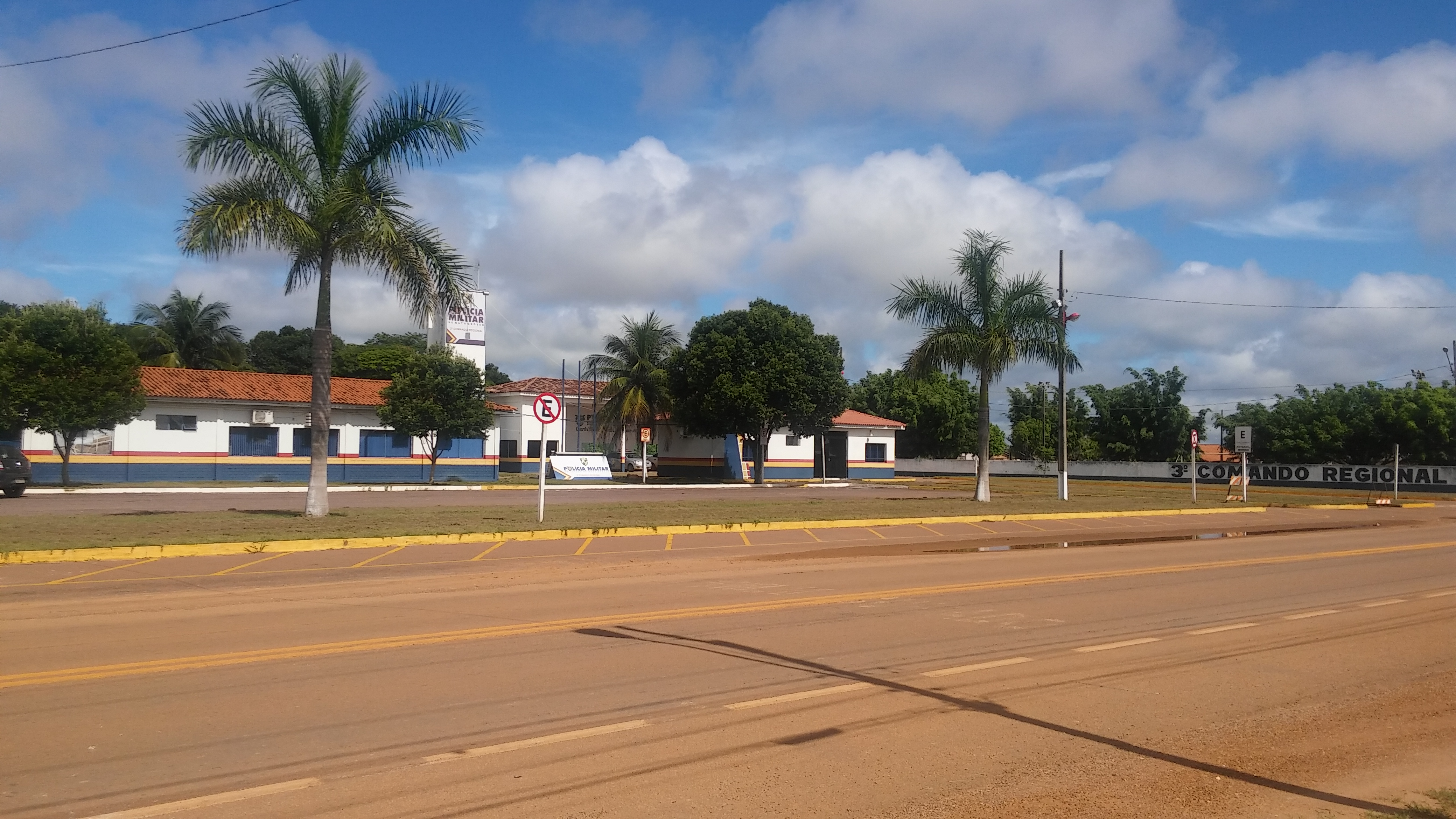
Sede do 11º BPM, Sinop - 2017.

- Regimento de Policiamento Montado (RPMon)[38] - Cuiabá
- Batalhão de Polícia Militar de Trânsito Urbano e Rodoviário[36] (BPMTran) - Cuiabá
- Batalhão de Policia Militar de Proteção Ambiental (BPMPA) - Várzea Grande
- Batalhão de Operações Policiais Especiais[35] (BOPE) - Cuiabá
- Batalhão de Rondas Ostensivas Táticas Móvel[36] (ROTAM) - Cuiabá

## Diretoria de Saúde
A Diretoria de Saúde é o órgão que tem como missão planejar, executar, coordenar, supervisionar e fiscalizar as atividades relacionadas com às políticas de saúde, perícia médica e odontológica, inspeção de saúde, inquérito sanitário de origem; bem como, fomentar a melhoria de qualidade de vida de seus membros.

### Órgãos de Apoio de Saúde
- Ambulatório Central da PMMT - Cuiabá

É o órgão responsável pela prestação de atendimento médico ambulatorial ao pessoal militar e seus dependentes, com a promoção e execução de campanhas de orientação e apoio à melhoria das condições sanitárias pessoais e familiares.

## Unidades de Ensino
- Diretoria de Ensino, Instrução e Pesquisa (DEIP) - Cuiabá
- Academia de Polícia Militar Costa Verde (APMCV) - Várzea Grande
- Escola Superior de Formação e Aperfeiçoamento de Praças (ESFAP) - Cuiabá
- Escola Estadual Militar Tiradentes (EEPMT) - Cuiabá
- Escola Estadual Militar Tiradentes CEL PM Celso Henrique Souza Barbosa (EEPMT) - Nova Mutum
- Escola Estadual Militar Tiradentes CEL PM Jorge Luiz de Magalhães (EEPMT) - Querência
- Escola Estadual Militar Tiradentes TEN CEL PM Louirson Rodrigues Benevides (EEPMT) - Várzea Grande
- Escola Estadual Militar Tiradentes MAJ PM Ernestino Verissimo da Silva (EEPMT) - Rondonópolis
- Escola Estadual Militar Tiradentes 1º TEN PM Carlos Henrique Paschoiotto Scheifer (EEPMT) - Pontes e Lacerda
- Escola Estadual Militar Tiradentes 1º TEN PM Salomão Fernandes Ferreira Piovesan (EEPMT) - Tangará da Serra
- Escola Estadual Militar Tiradentes 2º SGT PM Claudemir França Maciel (EEPMT) - Sinop
- Escola Estadual Militar Tiradentes 2º SGT PM Luciano José Queiroz (EEPMT) - Peixoto de Azevedo
- Escola Estadual Militar Tiradentes 2º SGT PM Weliton Pereira Duarte (EEPMT) - Primavera do Leste
- Escola Estadual Militar Tiradentes 3º SGT PM Eduardo Luiz de Souza (EEPMT) - Colniza
- Escola Estadual Militar Tiradentes 3º SGT PM Justino Pinheiro dos Santos (EEPMT) - Água Boa
- Escola Estadual Militar Tiradentes CB PM José Martins de Moura (EEPMT) - Confresa
- Escola Estadual Militar Tiradentes CB PM Antônio Dilceu da Silva Amaral (EEPMT) - Sorriso
- Escola Estadual Militar Tiradentes CB PM Israel Wesley Prado de Almeida (EEPMT) - Juara
- Escola Estadual Militar Tiradentes CB PM Sebastião Ferreira Miranda (EEPMT) - Canarana
- Escola Estadual Militar Tiradentes CB PM Vanilson Silva Carvalho (EEPMT) - Barra do Garças
- Escola Estadual Militar Tiradentes CB PM Danner Maia Barbosa (EEPMT) - Nova Xavantina
- Escola Estadual Militar Tiradentes SD PM Adriana Morais Ramos (EEPMT) - Lucas do Rio Verde
- Escola Estadual Militar Tiradentes SD PM Antônio Eustáquio de Paula (EEPMT) - Vila Rica
- Escola Estadual Militar Tiradentes Prof. Natalino Ferreira Mendes (EEPMT) - Cáceres
- Escola Estadual Militar Tiradentes Dr. Manoel José Murtinho (EEPMT) - Diamantino
- Escola Estadual Militar Tiradentes Pe. Ezequiel Ramin (EEPMT) - Juína
- Escola Estadual Militar Tiradentes Modelo Santo Antônio (EEPMT) - Jaciara